# Hapag-Lloyd Cruises
Hapag-Lloyd Cruises (bis 2016 Hapag-Lloyd Kreuzfahrten) ist eine Marke des Kreuzfahrtunternehmens TUI Cruises mit Sitz in Hamburg. Mit einer Flotte von insgesamt fünf Schiffen hat sich die Unternehmung auf die Marktsegmente Expeditions- und Luxuskreuzfahrten spezialisiert. Bis 2022 wurden auch „Kreuzflüge“ mit einem Privatjet organisiert.

## Geschichte und Entwicklung
Ursprünglich gehörte Hapag-Lloyd Cruises, früher Hapag-Lloyd Kreuzfahrten, zur Hapag-Lloyd-Gruppe. Deren Vorgängergesellschaft HAPAG hatte 1891 auf Initiative des damaligen Generaldirektors, Albert Ballin, mit dem Schiff Augusta Victoria die erste damals sogenannte „Bildungs- und Vergnügungsfahrt“ unternommen. Er wollte damit die Auslastung in der Nachfrage-schwächeren Winterzeit verbessern. Das Interesse war groß und die Geburtsstunde der Kreuzschifffahrt war geschaffen. Die Jahreszahl 1891 ist deshalb ein Bestandteil des heutigen Logos der Unternehmung.
Unter Beibehaltung des Namens Hapag-Lloyd wurde das Kreuzfahrtgeschäft rechtlich verselbständigt und 2008 zu 100 % an die TUI verkauft. Die Kreuzfahrten werden seit 2016 unter der internationalen Marke Hapag-Lloyd Cruises und nicht mehr als Hapag-Lloyd Kreuzfahrten angeboten. Traditionell ist das Unternehmen hauptsächlich auf den deutschsprachigen Markt ausgerichtet. Die Sprache an Bord ist Deutsch und teilweise zusätzlich Englisch. Das Angebot des Unternehmens positioniert sich in den beiden Segmenten der Luxus- und Expeditionskreuzfahrten.

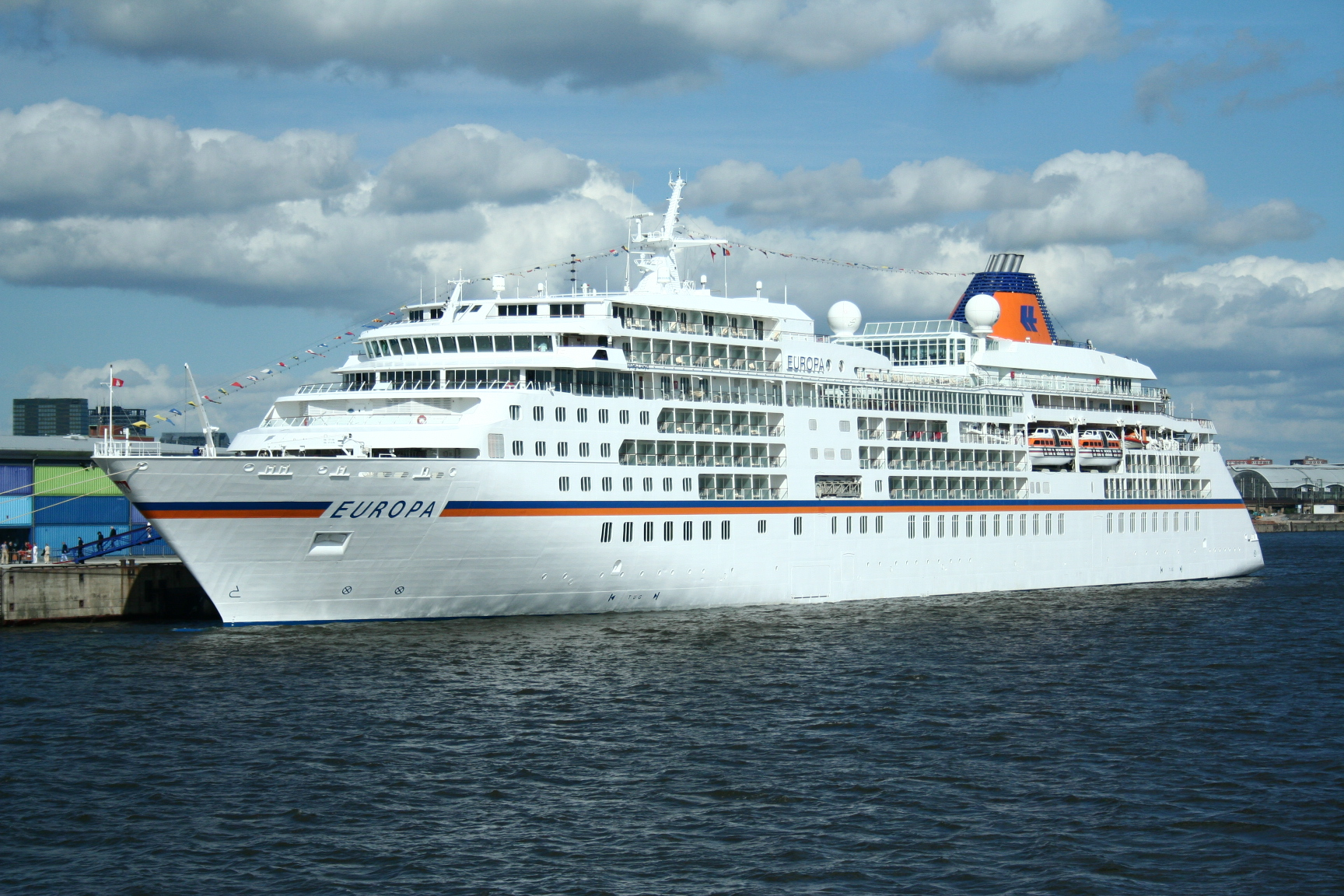
MS Europa

Im Februar 2020 wurde die Hapag-Lloyd Cruises GmbH an TUI Cruises, ein 50:50-Joint Venture der TUI AG und der Royal Caribbean Group, veräußert und auf die neue Gesellschaft verschmolzen. Im letzten rechtlich selbständigen Geschäftsjahr zum 30. September 2019 erwirtschaftete Hapag-Lloyd Cruises einen Umsatz von 305 Mio. Euro, das EBITA lag bei 43 Mio. Euro.

## Flotte
Alle fünf Schiffe sind in der neuen Auflage des Insight Guides Cruising & Cruise Ships 2024 (vormals Berlitz Cruise Guide) mit fünf Sternen bewertet worden – als einzige von über 340 getesteten Schiffen. Damit sichert sich Hapag-Lloyd Cruises den begehrten Titel der „besten Flotte weltweit“. Es ist das erste Mal in der Geschichte des renommierten Kreuzfahrtführers, dass alle Schiffe eines Anbieters am besten bewertet wurden. Die Schiffe fahren unter der Flagge Maltas, Bordsprachen sind deutsch und englisch.

### Europa

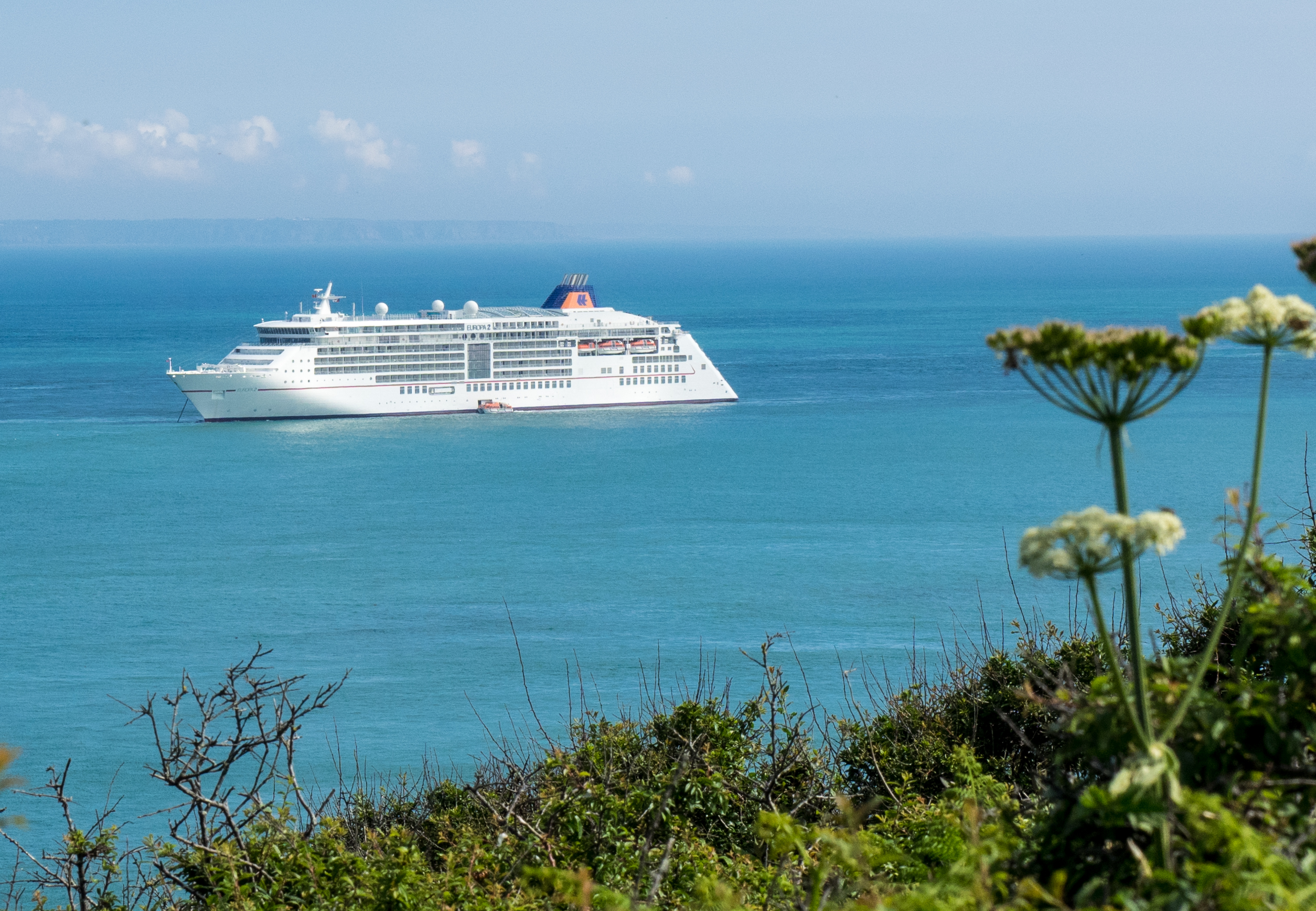
MS Europa 2 vor der Kanalinsel Sark

Die Europa ist das Flaggschiff des Unternehmens. Die heutige, 1999 in Dienst gestellte Europa ist bereits die sechste Trägerin dieses Namens. Im Berlitz Cruise Guide hatte die Europa in den Jahren 2001–2012 als einziges Schiff die Bewertung 5-Sterne-plus erhalten und galt damit als bestes Kreuzfahrtschiff der Welt. Die Europa bietet Platz für 408 Passagiere, wobei jedem Passagier durchschnittlich 70,8 m² zur Verfügung stehen. Das Schiff befährt im Rahmen der jährlichen Weltreise alle Weltmeere. Außerdem finden auch mehrere Themenreisen statt.

### Europa 2

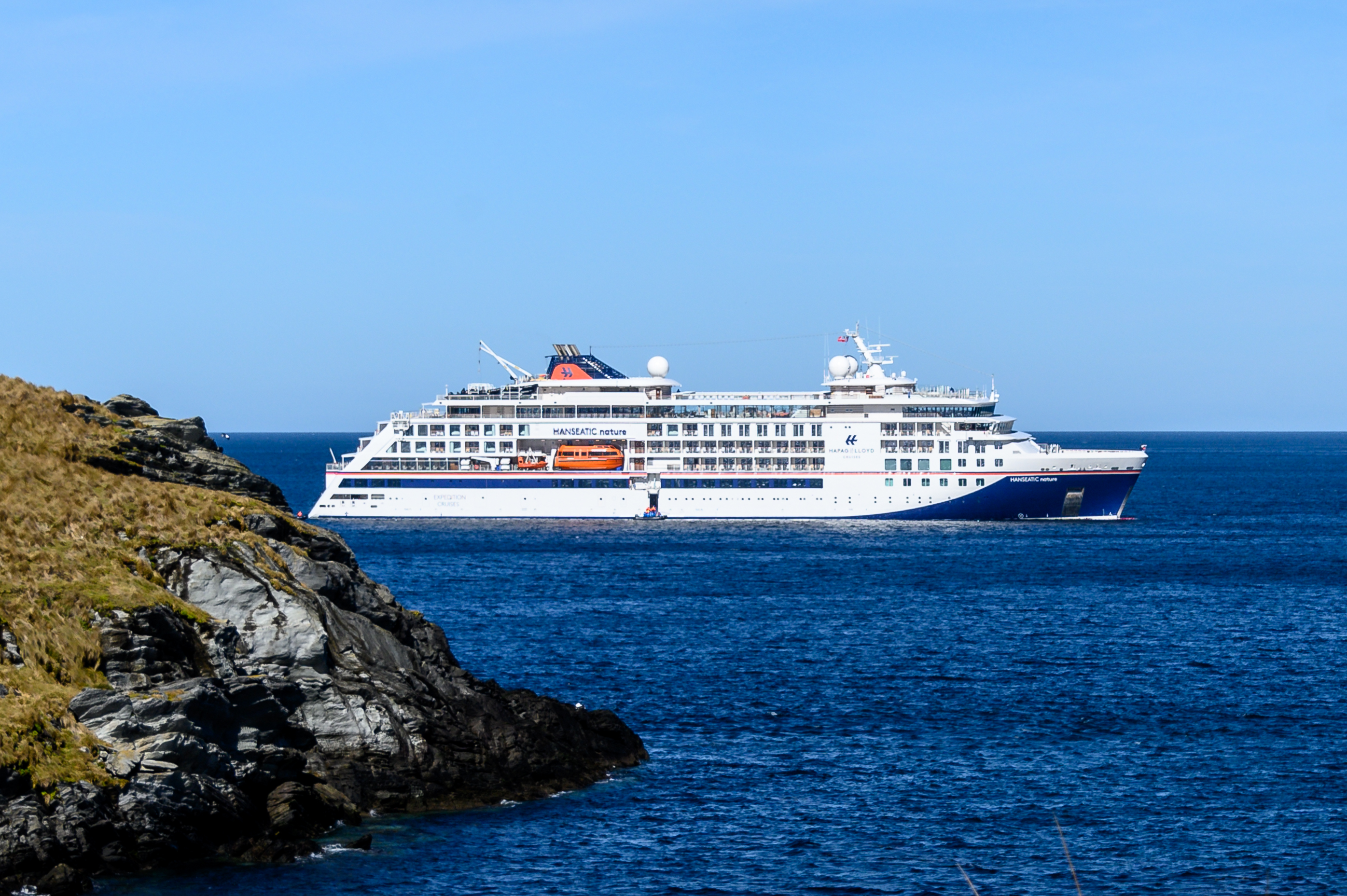
Die Hanseatic nature 2019 vor Islas de la Estados/Argentinien

Die Europa 2 wird seit Mai 2013 neben der bisherigen Europa mit neuem Konzept betrieben. Das Schiff wurde im Mai 2013 im Rahmen des 824. Hafengeburtstags in Hamburg von Dana Schweiger getauft.

### Hanseatic nature
Die Hanseatic nature ist das Typschiff der von der Reederei so bezeichneten Expeditionsklasse. Sie wurde im Mai 2019 getauft und begann einen Tag danach ihre Jungfernreise. Das Schiff bietet Platz für 230 Passagiere in 102 Kabinen und 18 Suiten. Mit der höchsten Eisklasse für Passagierschiffe PC6 können die Schiffe der Expeditionsklasse in den polaren Regionen Arktis und Antarktis eingesetzt werden.

### Hanseatic inspiration
Die Hanseatic inspiration ist ein Schwesterschiff der Hanseatic nature und wurde mit ihr in Auftrag gegeben. Das Schiff wurde im Oktober 2019 in Dienst gestellt.

### Hanseatic spirit
Die Hanseatic spirit als weiteres Schiff der Expeditionsklasse wurde im Juli 2018 bestellt und im August 2021 getauft. Die Reisen sind auf Gäste ohne Kinder unter 16 Jahren ausgerichtet.
| Übersicht Schiffe     |         |                  |        |           |                      |                                     |          |
| Name                  | Baujahr | Vermessung (BRZ) | Flagge | Besatzung | Kabinen              | Bauwerft                            | Status   |
| Europa                | 1999    | 28.890           | Malta  | 285       | 204 (max. 400 Gäste) | Kvaerner-Masa-Werft, Helsinki       | in Fahrt |
| Europa 2              | 2013    | 42.830           | Malta  | >370      | 251 (max. 500 Gäste) | STX Europe, St.-Nazaire, Frankreich | in Fahrt |
| Hanseatic nature      | 2019    | 15.650           | Malta  | 175       | 120 (max. 230 Gäste) | VARD Group AS, Norwegen             | in Fahrt |
| Hanseatic inspiration | 2019    | 15.650           | Malta  | 175       | 120 (max. 230 Gäste) | VARD Group AS, Norwegen             | in Fahrt |
| Hanseatic spirit      | 2021    | 15.650           | Malta  | 175       | 120 (max. 230 Gäste) | VARD Group AS, Norwegen             | in Fahrt |

## Ehemalige Schiffe

### Hanseatic(1996–2018)

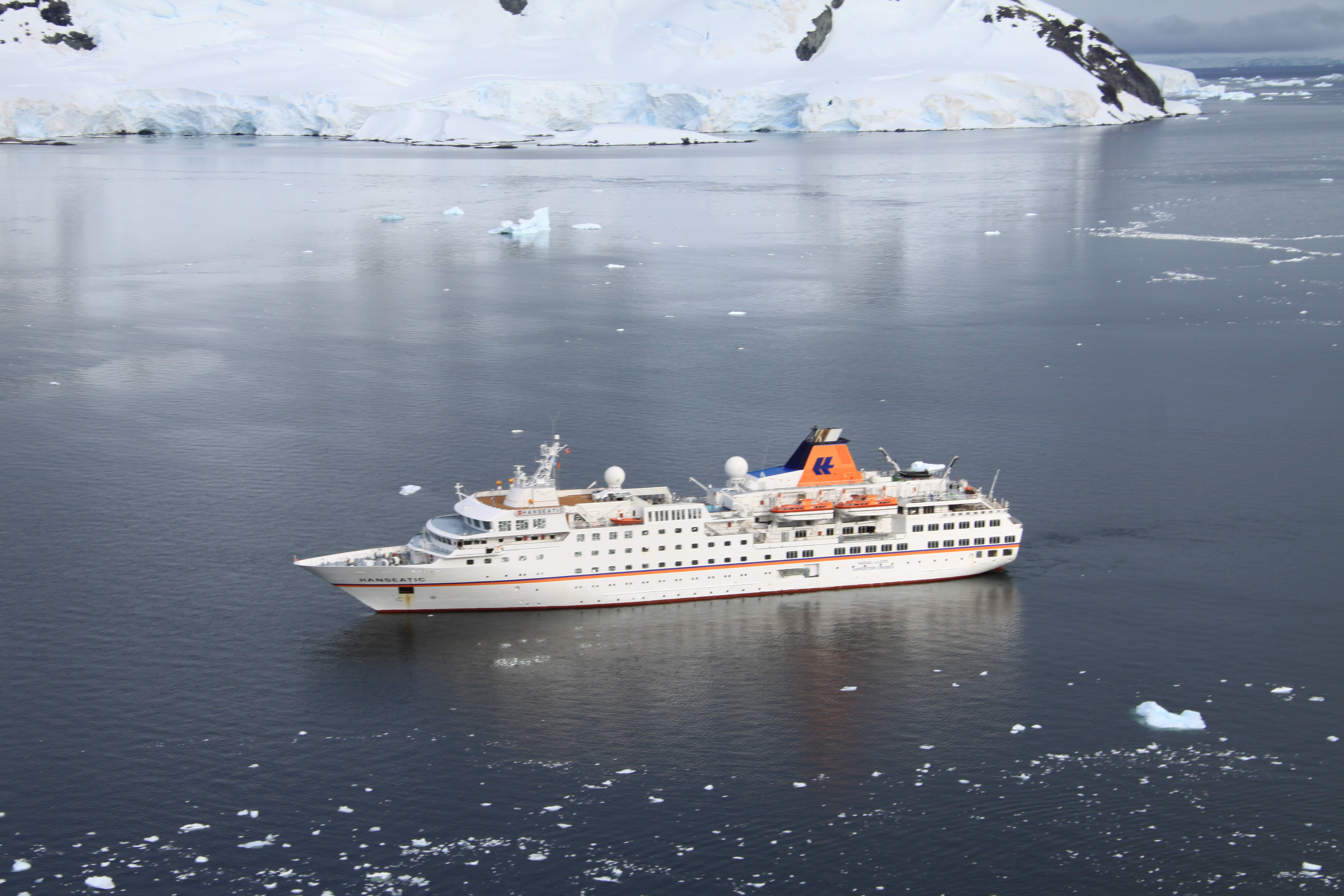
Die ehemalige Hanseatic im Paradise Harbor, Antarktis

Mit der Hanseatic als Expeditionsschiff wurden Kreuzfahrten für max. 184 Passagiere unter anderem zu entlegenen Orten wie der Arktis oder Antarktis durchgeführt. Die Hanseatic wurde vom Berlitz Cruise Guide mit 5 Sternen ausgezeichnet. Sie war außerdem das einzige 5-Sterne-Expeditionsschiff der Welt und besitzt das Zertifikat „Höchste Eisklasse“ für Passagierschiffe. Das Schiff verließ die Flotte von Hapag-Lloyd Cruises im Oktober 2018.

### Bremen(1993–2021)

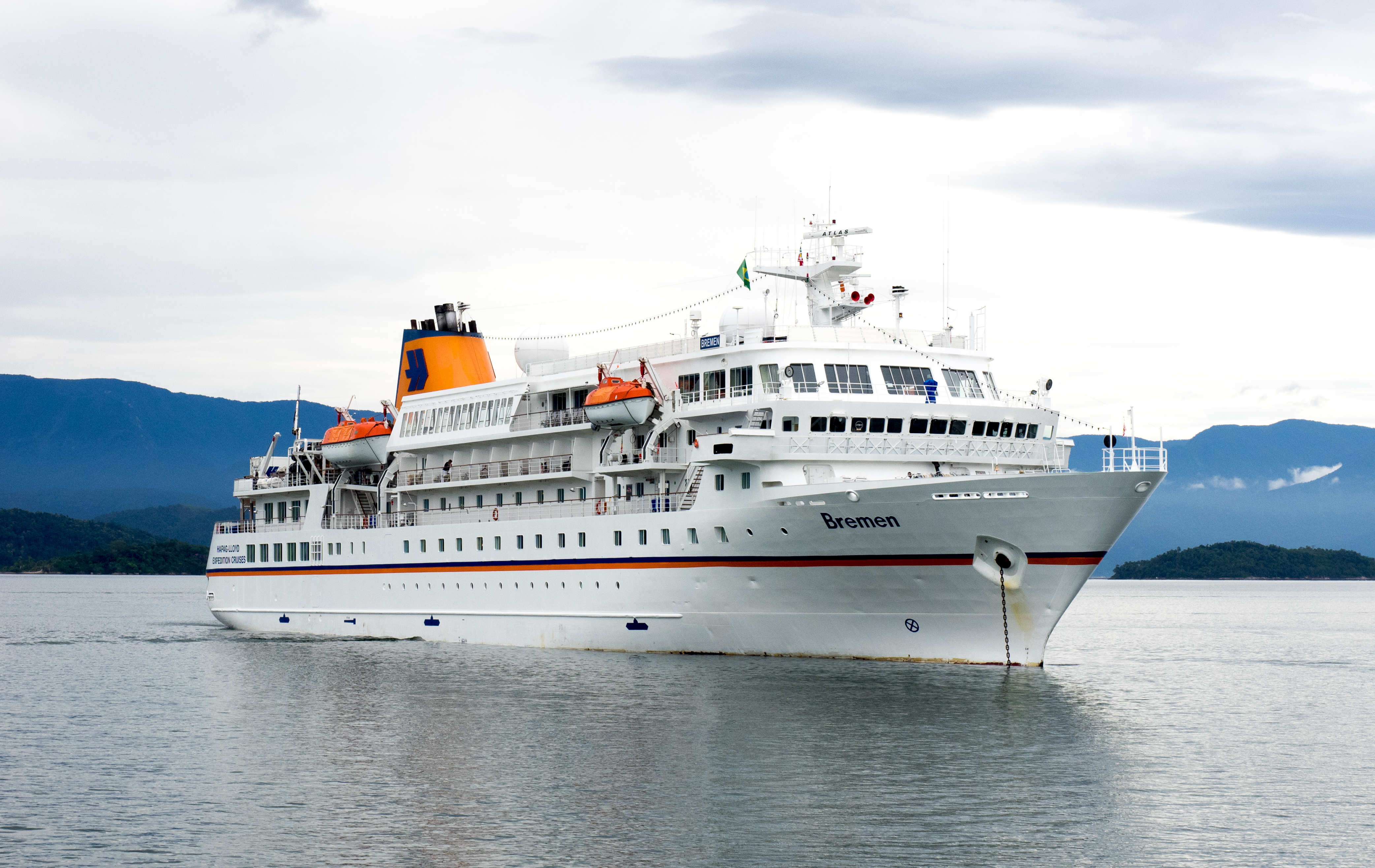
Die ehemalige Bremen vor Paraty

Die Bremen unter der Flagge der Bahamas war wie die Hanseatic ein Expeditionsschiff und besitzt auch das Zertifikat „Höchste Eisklasse“ für Passagierschiffe. Sie bietet Platz für 164 Passagiere und wurde vom Berlitz Cruise Guide mit 4 Sternen ausgezeichnet. Sie befährt entlegene Routen am Nordpol und Südpol. Das Schiff ist mit Wirkung ab 2021 an Scylla verkauft.

### Weitere
- Bremen (bis 1971)
- Europa (bis 1981)
- Europa (1981–1999)
- C. Columbus (1996–2012)
- Columbus 2 (2012–2014)

## CO2-Kompensation
Hapag-Lloyd Cruises arbeitet mit der gemeinnützigen Stiftung myclimate zusammen, um eine CO2-Kompensation für die Seestrecke anzubieten. Ein Viertel der freiwilligen Kompensationszahlungen der Gäste übernimmt das Unternehmen. Ein Klimarechner ermittelt den CO2-Anteil und die entsprechende Kompensationszahlung abhängig von der Reisedauer und Kabinenkategorie des Passagiers.

## Artenschutz
Nach Angaben des Deutschen Wal- und Delfinschutz-Forums (WDSF) vom Juni 2015 wurde auf den Färöer-Inseln ein Gesetz verabschiedet, das Einheimische wie Touristen dazu verpflichtet, innerhalb der Zwölf-Meilen-Zone jede Sichtung von Meeressäugern den Behörden der Inseln zu melden. Es ist zu befürchten, dass diese Informationen dazu dienen, Treibjagden auf Grindwale und andere Delfinarten zu starten. Hapag-Lloyd Cruises hat Anlandungen auf den Färöer-Inseln bis auf weiteres storniert und erklärt, dass es im Interesse des Unternehmens sei, dass der Walfang auf den Färöer-Inseln gestoppt werde.
Ende Juli 2018 kam es zu einer Kontroverse mit Tierschützern, nachdem ein Mitarbeiter („Eisbärenwächter“) des Kreuzfahrtschiffes Bremen einen Eisbären erschossen hatte, nachdem ein Mitglied der Schiffsbesatzung von diesem angegriffen worden war.

## Kreuzflug
Seit 2009 bietet Hapag-Lloyd neben Kreuzfahrten auch 10- bis 20-tägige Kreuzflüge an. Diese Reisen ergänzen das Kreuzfahrtprogramm, da hierbei auch Ziele, die landeinwärts liegen, besucht werden können.
Ab Winter 2008/2009 wurden die Flüge mit einer eigenen Boeing 737-800, registriert als D-AHLK bei TUIfly, durchgeführt. Dieses Flugzeug war in den Firmenfarben Blau/Orange mit der Aufschrift „Hapag Lloyd – Kreuzfahrten“ lackiert und trug den Taufnamen Albert Ballin. In dem Flugzeug fanden max. 52 Passagiere Platz. Mit Stand Mai 2010 flog die D-AHLK im Wetlease für Germanwings und ist heute bei TUIfly im Einsatz. Die Kreuzflüge wurden (Stand Januar 2011) mit einem Airbus A319CJ mit dem Kennzeichen CS-TFU durchgeführt, der ebenfalls wieder Albert Ballin hieß und maximal 44 Passagieren Platz bot. Nach Absage vieler Kreuzflüge während der Corona-Pandemie wurde das Angebot im Jahr 2022 komplett eingestellt.